# Urophora dzieduszyckii
Urophora dzieduszyckii är en tvåvingeart som beskrevs av Georg von Frauenfeld 1867. Urophora dzieduszyckii ingår i släktet Urophora och familjen borrflugor.
Artens utbredningsområde är Ukraina. Inga underarter finns listade i Catalogue of Life.